# Bombus hypnorum
Нови баштенски бумбар или бумбар дрвећа ( Bombus hypnorum ) је врста која потиче из рода Bombus који претежно насељава 2 континента: Европу и Азију, међутим проширили су се и на Уједињено Краљевство и Исланд почетком 21. века. 

## Опис
У морфолошком погледу, подсећају на мале, дебеле, густо крзнене лоптице којима је грудни кош у разним нијансама од црвенкасто-браон до неке тамније или скроз црне боје. Трбушни ( вентрални ) део је прекривен црним длачицама, док им је реп увек беле боје. За разлику од неких пчела, карактерише их доста мањи број широких пругица на телу. Прве тергите ( абдоминални сегмент ) су длакаве и црне и појављују се најчешће код радника ( радилица ), али постоје и случајеви као што се нпр. јавља код мужјака да нису чисто црне, већ да су прошаране светло наранџастим или смеђкастим длачицама.  Посједују један пар пар крила и један пар антена на којима се налазе многа олфакторна чула, којима вешто реагују на хемијске стимулансе. 

## Таксономија
Bombus hypnorum припада роду Bombus. Најближи генетски рођаци су Bombus jonellus и Bombus sichelli.

## Распрострањење и станиште
Бумбари дрвећа су распрострањени широм Европе и северне Азије. Узимајући у обзир Балканско полуострво, претежно насељавају  северозападне делове Грчке али се јављају и на неким деловима Србије. 17. јула 2001. године је први пут запажен у Уједињеном Краљевству те се од тог периода веома шири на тој територији. 
Најчешће насељава станишта која су у склопу урбаних средина. Често користе кутије за птице за прављење и сакривање свог гнезда. Прати и често заузима скривенија места као што су рупе у зидовима или на дрвећу великих крошњи. Фаворизују шумска станишта, али никад не бораве у околини биљака које су богате уљима као што су неке врсте из породице Brassicaceae. 

## Понашање
Понашање им је веома комплексно у погледу парења и састоји се од прилаза и коулације. Први случај јесте уствари са прилаз мужјака женки ( краљици ) где је он проверава помоћу антене лебдећи изнад ње неколико секунди. Ако се утврди да су исте врсте, мужјак ће слетети, проверити женку још једном и ако је све у реду кренуће сам процес парења. Женке врсте Bombus hypnorum мпгу да се паре 2 до 3 пута у животу, за разлику од неких других врста чије се женке паре једном током свог живота.
Са аспекта исхране за ову врсту је уско везана породица Rosaceae, тачније врсте Crateagus monogyna и Prunus spinosa. 

## Колоније
Бумбар дрвећа има јако кратак циклус размножавања. Сама гнезда почетком марта формирају усамљене краљице. Оне стварају саме раднике ( радилице ), нове краљице и мужјаке. У зависности од сезоне је од кад до кад ће трајати први циклус, али се претежно узима период од средине маја па све до почетка јула ( обимнији настанак прве генерације ). Друга мања генерација долази у повољним годинама крајем лета. Што су веће краљице, веље су и колоније.
У колонији постоје 3 радничке групе, а то су: доминантни радници, подређени радници и фалсификати. Доминантни радници показују силу према другима гризући и нападајући друге. То могу да постигну и самим другачијим мирисом, без икакве употребе силе.
Ток развоја ларви и како ће он тећи зависи од количине хране која им је дата. Радници имају доста краћи рок развитка од краљица. 
Око колонија које су оне изградиле могу некада и да се затекну мртве краљице, што је узрок узурпације самих колоније од стране неке друге надмоћније или веће краљице.